# Adesmia canescens
Adesmia canescens är en ärtväxtart som beskrevs av Rodolfo Amando Philippi. Adesmia canescens ingår i släktet Adesmia och familjen ärtväxter. Inga underarter finns listade i Catalogue of Life.